# Droga krajowa B248a (Niemcy)
Droga krajowa 248a (Bundesstraße 248a, B 248a) – krótka niemiecka droga krajowa obejmująca 4 kilometry w okolicach miasta Dannenberg (Elbe) w kraju związkowym Dolna Saksonia. Prowadzi od krańca drogi B248 do drogi B216, spotykając się jeszcze z drogą B191.